# Toponose opice
Toponose opice so skupina opic Starega sveta in sestavljajo celoten rod Rhinopithecus. Rod je redek in ni povsem raziskan. Nekateri taksonomi toponose uvrščajo v rod Pygathrix.

## Razširjenost in habitat
Toponose opice živijo v Aziji, njihov areal pa pokriva južno Kitajsko (zlasti Tibet, Sečuan, Junan in Guidžov) in se razteza v severne dele Mjanmara in Vietnama. Toponose opice naseljujejo gorske gozdove do nadmorske višine več kot 4000 m. Pozimi se preselijo v globoko osamljene regije. Območja z višjimi nadmorskimi višinami so bolj oddaljena in za ljudi težje dostopna in izkoriščena, druge študije pa so pokazale manj krčenja gozdov, več pogozdovanja, manj krčenja območja razširjenosti in manj izumrtja na topografsko strmih območjih. Vse vrste Rhinopithecus naseljujejo primarne gozdove, mrežne celice z drevesno pokritostjo ≥ 75 % pa bi lahko predstavljale pomemben potencialni habitat.

## Opis
Te opice so dobile ime po kratkem nosnem štrceljčku na okroglih obrazih z nosnicami, razporejenimi naprej. Imajo relativno pisano in dolgo dlako, zlasti na ramenih in hrbtu. Zrastejo do dolžine 51–83 cm z repom dolžine 55–97 cm.

## Vedenje
Toponose opice večino svojega življenja preživijo na drevesih. Živijo skupaj v zelo velikih skupinah do 600 članov, v času pomanjkanja hrane, na primer pozimi, pa se razdelijo v manjše skupine. Skupine sestavlja veliko več samcev kot samic. Imajo teritorialni nagon, svoje ozemlje branijo večinoma s kriki. Imajo obsežen vokalni repertoar, včasih kličejo samostojno, drugič pa skupaj v zborovskem slogu.

## Prehrana
Prehrana teh živali je sestavljena predvsem iz drevesnih iglic, bambusovih popkov, plodov in listov. Večprekatni želodec jim pomaga pri prebavljanju hrane.

## Razmnoževanje
Spodbuda za parjenje se začne pri samici. Vzpostavi očesni stik z samcem in za kratek čas pobegne, nato pa pokaže svoje genitalije. Če samec pokaže zanimanje (kar se ne zgodi vedno), se pridruži samici in se parita. 200-dnevno obdobje brejosti se konča z enim samim rojstvom pozno spomladi ali zgodaj poleti. Mlade živali postanejo popolnoma zrele v približno šestih do sedmih letih. Zoologi vedo malo o njihovi življenjski dobi.

## Ohranjanje narave
Zlata in črno-bela toponosa opica sta obe ogroženi vrsti, medtem ko so ostale tri vrste kritično ogrožene.
Združbe zlatih toponosih opic z velikimi populacijami imajo visoko genetsko raznolikost, vendar kažejo tudi višjo stopnjo nedavnega križanja v sorodstvu kot druge toponose opice.

## Vrste
| Domače ime                | Znanstveno ime in podvrste | Razširjenost       | Velikost in ekologija | IUCN status in ocenitev populacije |
| ------------------------- | --- | ------------------ | --- | ---------------------------------- |
| Črno-bela toponosa opica  | R. bieti A. Milne-Edwards, 1897 | Južna Kitajska     | velikost: 74–83 cmdolga, plus 51–72 cm rep Habitat: Gozd Hrana: Listi, plodovi in lišaji                                             | EN · 1000                          |
| Zlata toponosa opica      | R. roxellana (A. Milne-Edwards, 1870) Three subspecies - R. r. hubeiensis (Hubei golden snub-nosed monkey) - R. r. qinlingensis (Qinling golden snub-nosed monkey) - R. r. roxellana (Moupin golden snub-nosed monkey) | Centralna Kitajska | velikost: 57–76 cmdolga, plus 51–72 cm rep Habitat: Gozd Hrana: Listi, lubje in lišaji, pa tudi popki in plodovi                     | EN · neznana                       |
| Siva toponosa opica       | R. brelichi Thomas, 1903 | Centralna Kitajska | velikost: ok. 64–73 cm dolga, plus 70–97 cm rep Habitat: Gozd Hrana: Listi, popki, plodovi, semena in lubje, pa tudi ličinke žuželke | CR · 200                           |
| Mjanmarska toponosa opica | R. strykeri Geissmann et al., 2010 | Northern Mjanmar   | velikost: ok. 56 cm dolga, plus 78 cm rep Habitat: Gozd Hrana: Listi, plodovi, semena, popki, cvetovi, vejice in stebla              | CR · 350–400                       |
| Tonkinška toponosa opica  | R. avunculus Dollman, 1912 | Northern Vietnam   | velikost: 51–65 cm dolga, plus 66–92 cm rep Habitat: Gozd Hrana: Listi, plodovi, cvetovi in semena                                   | CR · 80–100                        |